# Садбері-гілл-Герроу (станція)
51°33′32″ пн. ш. 0°20′09″ зх. д. / 51.5589° пн. ш. 0.3358° зх. д.
Садбері-гілл-Герроу (англ. Sudbury Hill Harrow) — станція приміської лінії Chiltern Railways. Розташована у 4-й тарифній зоні. Пасажирообіг на 2017 рік — 79,582 осіб.

## Історія
- 1. березня 1906: відкрита як Саут-Герроу.
- 19. липня 1926: перейменована на Садбері-гілл-Герроу

## Пересадки
- На метростанцію Садбері-гілл
- На автобуси London Buses маршрутів: 92 та H17

## Послуги
| Попередня станція | Лінія | Лінія             | Лінія | Наступна станція |
| ----------------- | ----- | ----------------- | ----- | ---------------- |
| Стадіон Вемблі    |       | Chiltern Railways |       | Нортголт-парк    |